# Сомода
Сомода́ — село (аул) в Шамильском районе Дагестана. Входит в состав сельского поселения «Сельсовет „Ругельдинский“».

## Географическое положение
Расположено в 16 км к югу от районного центра села Хебда, на правом берегу реки Квенишор.

## Население
| 1869 | 1888 | 1895 | 1926 | 1939 | 1970 | 1989 |
| ---- | ---- | ---- | ---- | ---- | ---- | ---- |
| 252  | ↗300 | ↘210 | ↗264 | ↗275 | ↗296 | ↗340 |
| 2002 | 2010 | 2021 |      |      |      |      |
| ↗388 | ↗456 | ↘385 |      |      |      |      |

## Известные уроженцы
- Хирамагомедов, Хирамагомед Муртузалиевич — Народный артист Дагестана.